# 范式
範式（英語：paradigm，來自古希臘語 παράδειγμα），或譯典範、派典，是一種基本的思維方式。
在古代修辭學中，它被理解為被引用為教條論證或道德教導的正面或負面證據的事件。自18世紀後期以來，範式已被用來描述某種類型的世界觀或學說。該詞由格奧爾格·克里斯托夫·利希滕貝格（Georg Christoph Lichtenberg）等率先提出。根據路德維希·維特根斯坦 (Ludwig Wittgenstein) 的說法，範式是用來比較和判斷經驗的模式或標準。它們先於體驗（先驗）並提供方向。
在現代科學史上，該術語是由托馬斯·S·庫恩（Thomas S. Kuhn）率先提出並使其廣為人知。它描述了在一個歷史時期構成一門科學學科的基本概念的總和。這種“基本世界觀”的例子是地心世界觀或日心世界觀。這些基本觀點表明哪些問題在科學上是允許的，哪些可以被視為科學上令人滿意的解決方案。根據庫恩的說法，自然科學中的科學革命與範式的變化有關。

## 科学范式
科学哲学家托马斯·库恩给出科学范式（scientific paradigm）或科学典范这个词语的现代用法，其较偏好和两个更有哲学意义的概念。库恩指出“范式”是在任何特定时期，界定一门科学学科的一套概念和实践。在《科学革命的结构》中，他定义“科学范式”是公认的科学成就，曾在一段时期内为从业者群体提供了模型问题和解决方案。亦即：
- 那些被观察和被检查的
- 那些会被提出的相关问题以及其希望被解答的
- 问题如何组织
- 科学结论如何解释

美国国家标准技术研究所于2015年发表七卷大数据参考框架（NIST Big Data Reference Architecture，NBDRA），于第一卷定义篇中将数据科学定为在理论科学、实验科学和计算科学之后的第四科学范式。

## 另見
- 範式轉移
- 世界觀